# Escudo de la República Srpska

Escudo oficial de la República Srpska, en uso desde 2007.

El actual escudo de armas de la República Srpska fue aceptado por el gobierno de la república el 16 de junio de 2007. El nuevo emblema se utiliza en lugar del antiguo escudo de armas serbio, que fue declarado inconstitucional por el Tribunal Constitucional de Bosnia y Herzegovina por representar a solo una de las tres etnias que habitan la entidad.
El escudo se ha diseñado a partir de la Bandera de la República Srpska, sobre el cual han incorporado unas estilizadas letras "РС" (iniciales en cirílico de República Srpska o Република Српска), como base tiene un trenzado en oro de hojas de roble, que es el árbol tradicionalmente sagrado para los serbios.
En el borde del emblema hay una inscripción que dice República Srpska (en cirílico y latino), mientras que en la parte inferior del emblema aparece la corona de Kotromanić, que también se incorpora en los símbolos nacionales de la propia Serbia.

Emblema utilizado entre 1995 y 2007.
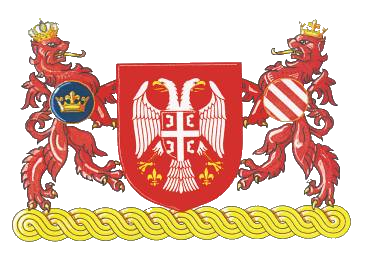
Alternativa denegada por ser también inconstitucional.